# Kangnŭng
Le clan Kangnŭng (hangeul : 강릉 김씨 ; hanja : 江陵 金氏) sont une famille aristocratique coréenne influente au début de l'ère Koryŏ. Ils font partie des familles déjà influentes lors de l'ère Silla et privilégiées par le système Kolp'um et qui parviennent à maintenir leur pouvoir lors de la dynastie suivante. Le clan descend probablement de Kim Ju-won (en), et est originaire de Gangneung (hangeul : 강릉 ; MR : Kangnŭng).
Cette famille perdure jusqu'au XXIe siècle.